# Anna-Lena Doll
Anna-Lena Doll (* 1979 in Schleswig) ist eine deutsche Schauspielerin.

## Leben
Anna-Lena Doll wurde 1979 geboren und wuchs in Norddeutschland auf. 2000 und 2001 nahm sie an Workshops bei Theater Total in Bochum teil und erhielt 2023 ein Stipendium der Pogge van Ranken-Stiftung. Schauspiel studierte sie dann von 2003 bis 2007 in der Schweiz an der Zürcher Hochschule der Künste ZHdK. Doll spielte am Theater Neumarkt in Zürich und am Stadttheater Konstanz und gründete die freie Theatergruppe „Jetzt und Co.“. In den Jahren 2009 bis 2015 spielt sie im Moks-Ensemble am Theater Bremen. Seitdem arbeitet sie freischaffend. In der Spielzeit 2016/2017 gastierte sie am Theater am Goetheplatz in Bremen. Anna-Lena Doll spielt auch in Film- und Fernsehproduktionen mit, so unter anderem in Es war einmal Indianerland, in der Filmreihe Stralsund oder im Tatort.

## Filmografie
- 2017: Es war einmal Indianerland
- 2014: Tatort: Brüder
- 2020: Da is’ ja nix
- 2021: Tatort: Borowski und der gute Mensch
- 2023: Mord oder Watt?
- 2024: Zwei Erben sind einer zu viel
- 2025: Tatort: Im Wahn